# Гай Оппий (народный трибун 215 года до н. э.)
Гай Оппий (лат. Gaius Oppius; III век до н. э.) — римский политический деятель из плебейского рода Оппиев, народный трибун 215 года до н. э. Добился принятия закона, который, по словам Тита Ливия, запрещал римским женщинам «иметь больше полуунции золота, носить окрашенную в разные цвета одежду, ездить в повозках по Риму и по другим городам или вокруг них на расстоянии мили, кроме как при государственных священнодействиях». Этот закон был отменён в 195 году до н. э.